# 抗酸化飲料サーバー

抗酸化飲料サーバー（こうさんかいんりょうサーバー、英語: Anti-Oxidant Server）はガス置換包装技術の応用により、酸化抑制機能を有する飲料サーバーで、酸素以外の不活性ガスを飲料ボトルに噴射し、その圧力によりボトル内部の飲料を置換して注ぐ装置である。残った飲料は酸素との接触が抑えられ酸化が抑制される。　　　

抗酸化飲料サーバ―は2002年に業務用の大型装置が開発され、現在まで進化を遂げ設置ボトル数が4 - 16本までいくつかの機種の業務用大型装置があり、GOOD DESIGN AWARDも得ている。　
家庭で使用できる小型の装置およびその専用ガスカートリッジは2017年に発売となった。

酸化防止用に使用する不活性ガスは窒素ガス、炭酸ガス、そしてアルゴンガスが一般的であるが、日本国内では食品衛生法の食品添加物として認可されている不活性ガスの中から風味や色の維持目的で液体に溶けにくい高純度の食品用窒素ガスが使用されている。

窒素ガスは業務用の生ビール用の炭酸ガスボンベ同様、ガス販売会社がボンベを設置し、定期的に充填して使用されている。
家庭で使用できる小型の装置では専用の小型窒素ガスカートリッジを装置に装着して使用する。なお専用ガスカ－トリッジは高圧ガスの保存の取り扱いに該当しないため、一般家庭で在庫できる。使用後は多くの地域で不燃物としてゴミ処理されている。。

## 特徴
- 開栓したボトルを設定温度で保冷し保管できる。（高級ワインや貴重な飲料を少しずつ長期間楽しむ）
- ボタン操作で設定量を正確に、適温で分注できる。
- ポンプやモーターを使用せず不活性ガスの圧力により分注する方式である。
- 不活性ガスによる飲料の置換により、開栓時21％存在した酸素や二酸化炭素の比率が減少し、二酸化炭素の溶け込みや酸化を抑制し、長期間飲料を新鮮に保つ。
- 飲料の新鮮さは置換する不活性ガスの純度に影響を受ける。純度が高ければ高いほど前述の酸素・二酸化炭素の比率は減少し、酸化や二酸化炭素の溶け込みを抑制できる。

## 用途
- 開栓したワイン・酒・お茶などを長期間新鮮に保存
- 開栓したワイン・酒・お茶などを適温でグラスに注ぐ
- 飲料などの小分け分注
- 醤油やお酒など調味料の保管と簡易計量分注